# 陳光普
陳光普（1896年—1950年），字正綱，四川漢源人，曾任立法委員。

## 經歷[2][3]
- 民國九年（1920年）畢業於北京大學英文學門[4][5]
- 北京大學新聞學研究會會員[6]
- 歷任四川教育界、軍、政界官職多年
- 四川萬縣師範執教
- 四川省立第一中學校長[7]
- 西昌縣初中英文教員[8]
- 四川省視學[8]
- 四川省第八區省督學[9]
- 漢源中學創辦人和首任校長
- 國民政府軍事委員會委員長重慶行營邊區調查團主任[10]
- 西康建省（1939年）後，曾任兩鹽（鹽源、鹽邊）彝務專員兼鹽源縣縣長，兩鹽邊民總隊總隊長[11]。
- 寧屬屯墾委員會委員兼邊務處副處長
- 寧屬墾務局長[12]
- 西康省民政廳第三科科長
- 中國青年黨黨員[13]
- 西康省建設協進會發起人
- 民國卅八年（1949年），劉潤之病故，遞補為西康省選區立法委員[14]
- 1950年死於獄中